# シエラ (チャイルドモデル)
シエラ（Sierra、1995年？-　）は、インターネット上で活躍した米国出身のチャイルドモデル。ノーヌード・モデルで2004年から2005年頃に活動した。
Flower Studiosというモデルクラブが運営する合法チャイルドモデル・サイトに所属。美少女というよりも、たれ目に大きな造作の顔立ち、ブロンドの「ぶすかわいい」系容姿で人気があった。とくにボディペインティング撮影のシリーズが知られる。シエラのサイトの特長は、客の注文に答えてオーダーメイドの写真を作り、CDROM1枚200ドルで売るシステムを持っていたことだった。
2005年2月12日、FBIはシエラの30代の両親を児童ポルノ法違反で逮捕した。容疑は、客の注文に応えて10歳のシエラの児童ポルノを撮影・送付し、年間8万ドルの収益を上げていたことである。この事件でシエラはチャイルドモデル界から姿を消し、里親に預けられた。2月15日にシエラのサイトは停止した。その後、シエラの両親の容疑は性的虐待（児童ポルノ）ではなく虐待（長時間働かせ就学を妨害した）であるとも報じられたが、真相は不明である。なお、逮捕報道は『ワシントン・タイムズ』（2005年2月12日）ほかによる。この事件でチャイルドモデル界は混乱し、フラワースタジオ所属の人気モデルTeganやKyleeは、Willey Studiosに移籍した。Willey Studiosは、その過激さをもってSierraとも比較された最大のカリスマ・サンドラを擁する米国のモデルクラブであるが、これも数か月後には児童ポルノスキャンダルに巻き込まれて一時閉鎖した。まもなく、Abby、Gina、Milaという世界的スターをそろえて追随を許さなかった欧州のmodel.netも2005年9月に摘発され消滅した。シエラ事件を嚆矢として2005年は、世界中のロリコン男性の支持を背景に巨大産業となったチャイルドモデル/児童エロチカ業界にとって、頻繁に批判的世論や官憲の介入を招いた混乱の年になった。フラワースタジオはその後、Radiant Studiosに改名・改組した。さらにVirtual Model Studiosになったと思われる。